# Saint François recevant les stigmates (Le Greco, Pau)
Pour les articles homonymes, voir Saint François recevant les stigmates.
Saint François recevant les stigmates est un tableau réalisé par le peintre espagnol Le Greco au tournant du XVIe siècle et du XVIIe siècle. Cette huile sur toile est une peinture chrétienne qui représente François d'Assise recevant les stigmates pendant son extase, un crâne posé devant lui. L'œuvre est conservée au musée des Beaux-Arts de Pau, en France.

## Versions
Parmi les nombreuses versions, outre celles de collections particulières, figure celle du musée d'art de São Paulo, au Brésil.

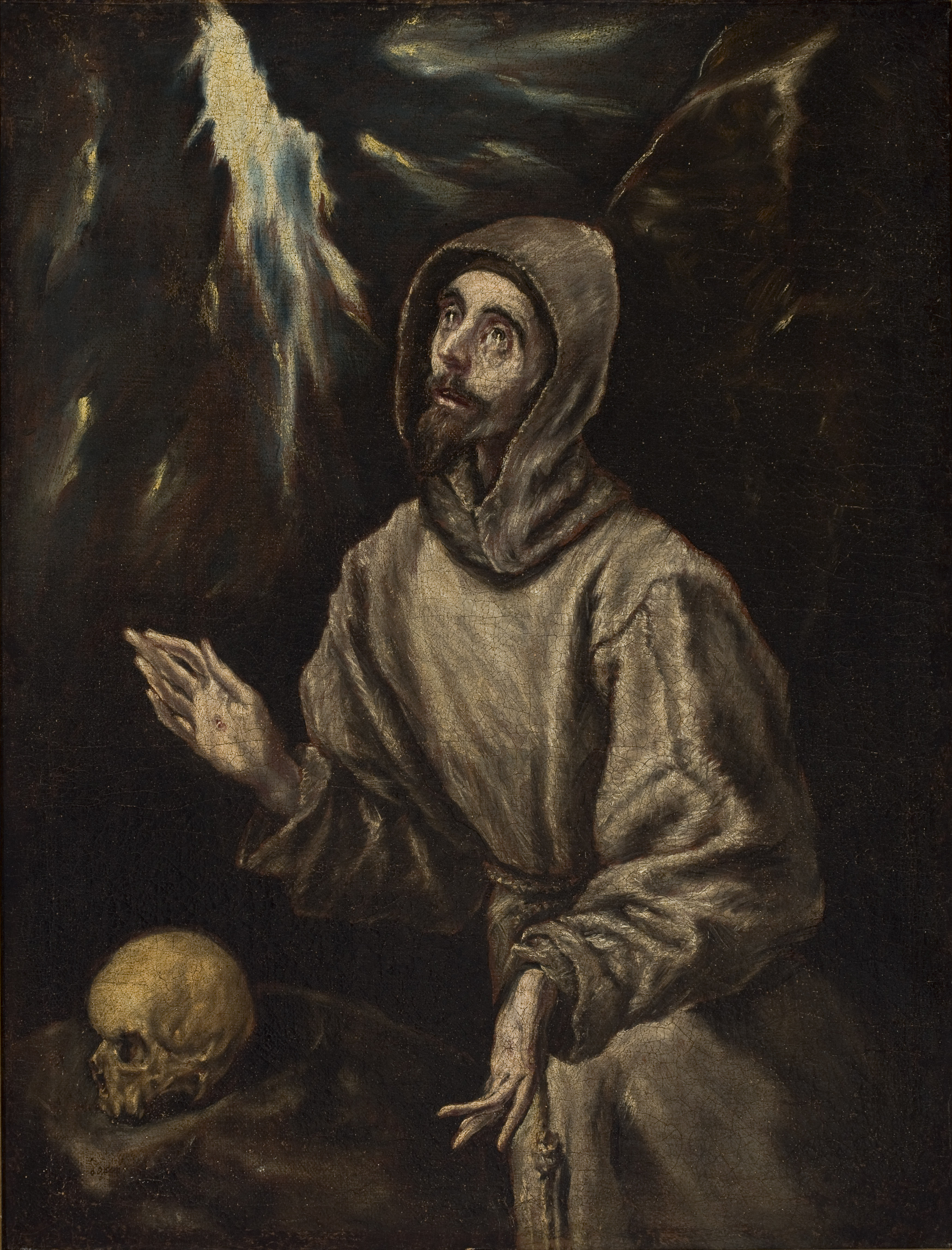
Version du musée d'art à São Paulo, au Brésil.
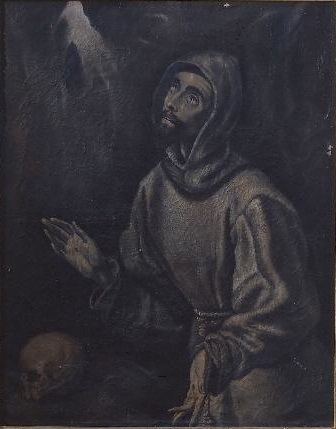
Version du musée Santa Cruz à Tolède, en Espagne.
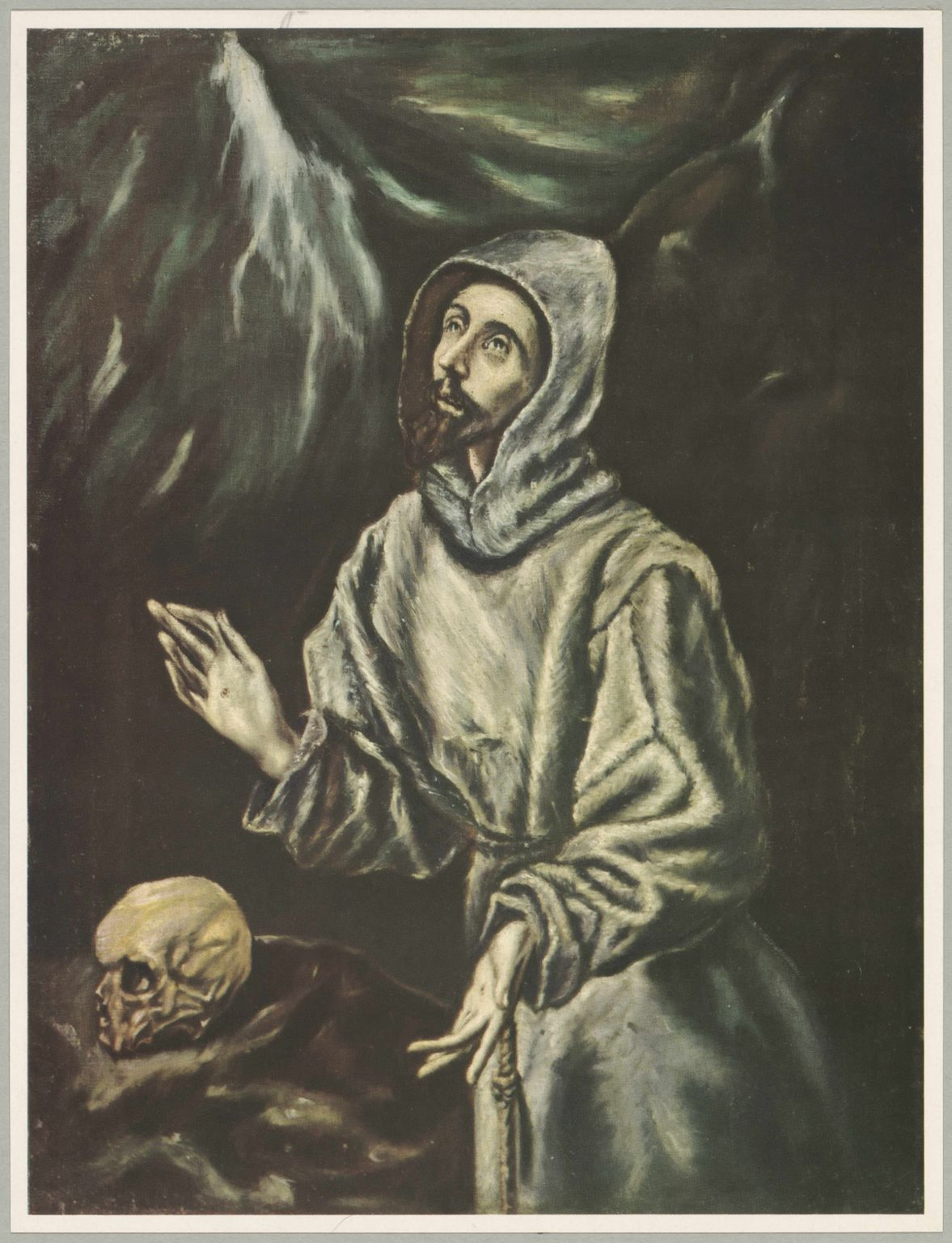
Version de l'Académie de San Carlos à Mexico, au Mexique.